# Piotr Słonimski
Piotr Słonimski (sinh ngày 9 tháng 11 năm 1922 tại Warszawa, mất ngày 25 tháng 4 năm 2009 tại Paris) là nhà di truyền học người Pháp gốc Ba Lan. Ông là người tiên phong trong nghiên cứu về di truyền ty thể (một loại di truyền ngoài nhân) trong nấm men.

## Tiểu sử
Słonimski sinh ra tại Warszawa năm 1922. Ông học tập trong những lớp học "ngầm" về y học trong Thế chiến II, thời kì Ba Lan bị Đức Quốc xã chiếm đóng. Ông là thành viên của phong trào kháng chiến Ba Lan và lực lượng Armia Krajowa, chiến đấu trong Khởi nghĩa Warszawa. Theo lời kể của ông, ông bắt đầu quan tâm đến di truyền học khi phát hiện ra cuốn sách tiếng Đức về các thí nghiệm của George Wells Beadle và Boris Ephrussi trong đống đổ nát sau một cuộc càn quét của quân Đức.

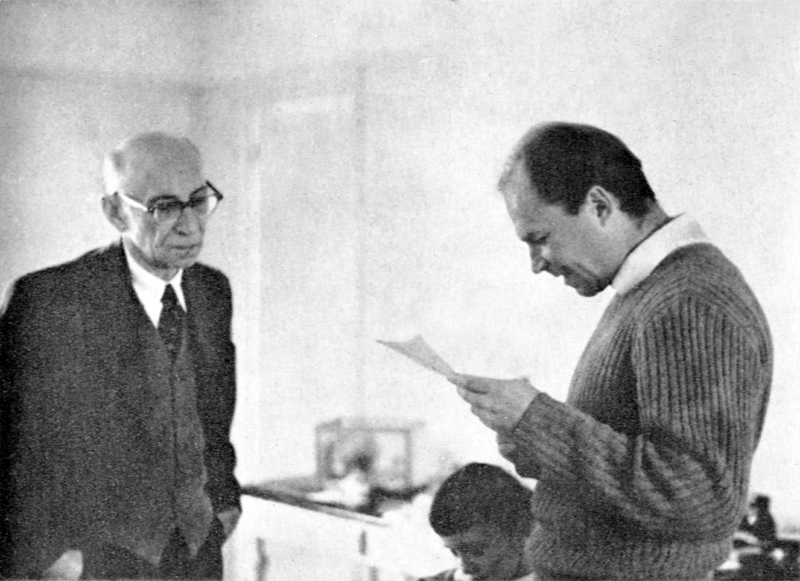
Antoni Słonimski và Piotr Słonimski

Năm 1947, Słonimski định cư tại Pháp khi các thành viên của lực lượng Armia Krajowa bị chính quyền cộng sản mới thành lập ở Ba Lan truy tố. Từ năm 1971 đến 1991, Słonimski giữ vai trò giám đốc Trung tâm Di truyền học phân tử thuộc Trung tâm Nghiên cứu Khoa học Quốc gia Pháp ở Gif-sur-Yvette.
Słonimski vẫn tiếp tục hoạt động cho quê hương đất nước Ba Lan dù đang làm việc và sinh sống tại Pháp. Từ năm 1980, ông đứng đầu khối Đoàn kết Pháp-Ba Lan, một tổ chức viện trợ cho Ba Lan. Ông giữ vai trò tiếp đón những người theo chủ nghĩa trí thức và bất đồng chính kiến tại Ba Lan (trong đó có Adam Michnik, Tadeusz Mazowiecki, Maria và Leszek Kołakowski). Khi thiết quân luật được thiết lập ở Ba Lan vào năm 1981, ông tổ chức hỗ trợ tài chính cho các nhà khoa học bị chính phủ đàn áp. Wacław Gajewski - giáo sư di truyền học và Władysław Kunicki-Goldfinger - giáo sư vi sinh học đưa nguồn hỗ trợ này sang Ba Lan.

## Thành tựu khoa học
Piotr Słonimski là người tiên phong về di truyền ty thể của nấm men. Ông là một trong những người đầu tiên chỉ ra rằng thông tin di truyền được di truyền ngoài nhân, cụ thể là nhờ vật chất di truyền bên trong ty thể. Nhờ có công trình của ông, lĩnh vực nghiên cứu hệ gen của ty thể ngày càng được quan tâm. Năm 1980, ông phát hiện ra một số đoạn của intron trong ty thể của nấm men mã hóa một loại enzym mà ông gọi là maturase có khả năng hỗ trợ quá trình ghép nối và hình thành mRNA.